# جيولوجيا الصين

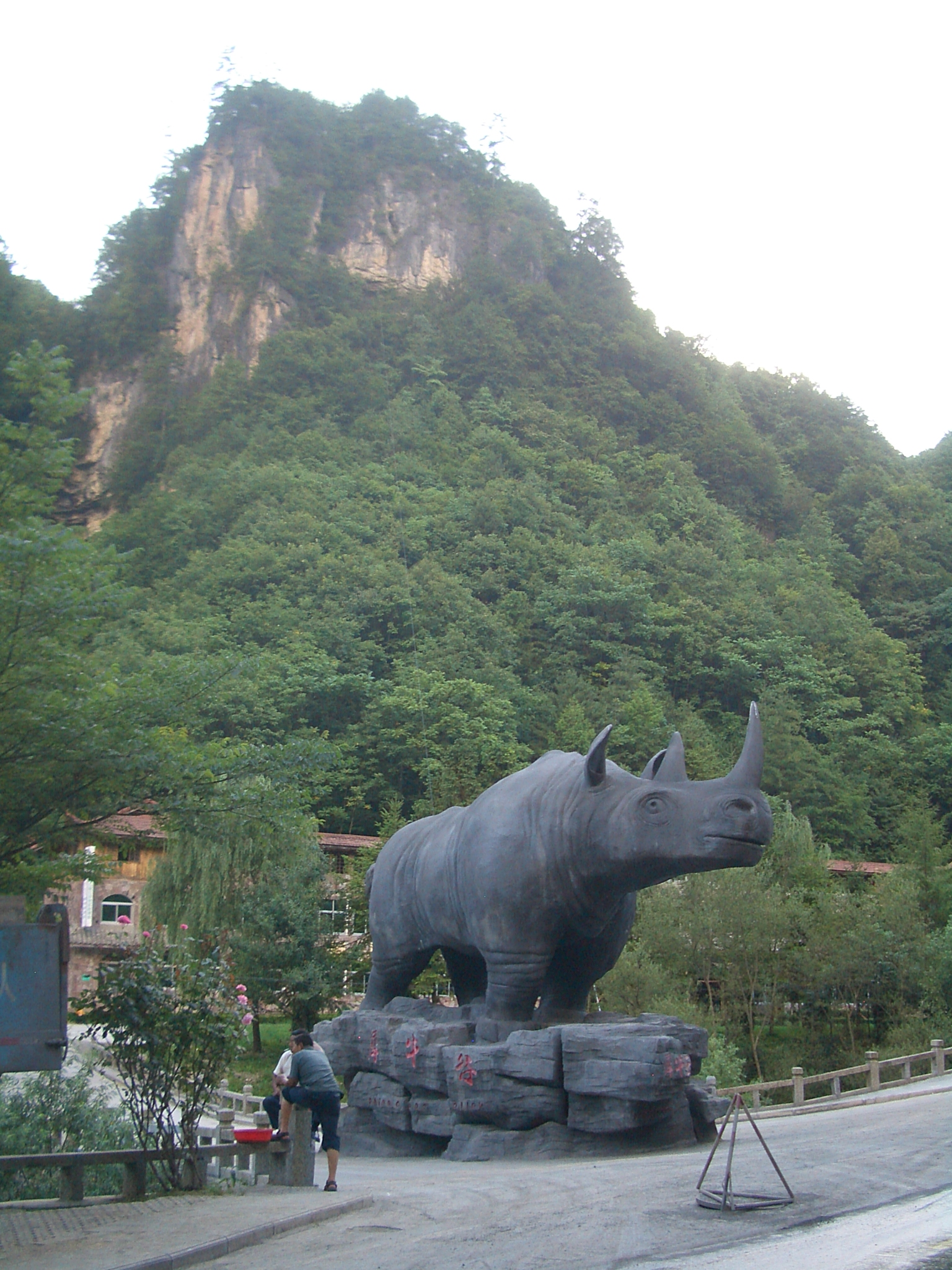
قرية هونبغنج, احدى أهم المناطق التي تحوي على متحجرات

جيولوجيا الصين (中国 地质، هوجو دي زهي) (أو التركيب الجيولوجي لجمهورية الصين الشعبية) يمكن تقسيمها إلى عدة أجزاء. المركز التاريخي للثقافة الصينية على هضبة اللوس، أكبر إيداع اللوس الرباعي في العالم، وعلى الأراضي الرسوبية في الشرق منه. والغريني شرق الصين سهل يمتد من الجنوب مباشرة من بكين في الشمال، إلى دلتا نهر اليانغتسى في الجنوب، تتخللها فقط من المرتفعات شان دونغ النارية وشبه الجزيرة الكورية. جنوب  نهر اليانغتسى، أكثر من المناظر الطبيعية جبلية، التي يسيطرعليها الودائع الرسوبية في كراتون اليانغتسى. تم العثورعلى مشهد الأكثر شهرة في الصين في المناظر الطبيعية الكارستية  من المحافظات قوانغشي واليونان. وتحيط حوض سيتشوان الغريني بها الجبال، والجبال ينغ في الشمال وجبال الهيمالايا إلى الغرب والجنوب الغربي. الكثير من شمال شرق الصين، أو منشوريا،    والتي تهيمن عليها السهول الغرينية، ولكن المناطق الحدودية مع كوريا أيضا الجبلية العالية. في الغرب، فإن معظم هضبة التبت في الصين، والمتوسطات أكثر من 4000 متر في الارتفاع. هضبة يونان و قويتشو هي أيضا امتدادا لهضبة التبت.

## علوم الأرض
لم يكن حتى وقت متأخر في عهد أسرة تشينغ (1644-1911) أن الحكومة وضعت سياسة لتقديم العلم والتكنولوجيا الأجنبية إلى الصين. وأدخلت الأفكار الجيولوجية الحديثة مع تأسيس المدارس الفنية والترجمة إلى اللغة الصينية أعمال جيمس والد.دانا وتشارلز ليل خلال عام  1870 . في أوائل القرن العشرين، تم جلب المعلمين الجيولوجيا الخارجية للصين وأرسلت الطلاب الصينيين إلى دول أجنبية لدراسة الجيولوجيا. هذه الطريقة نجحت في تطوير تدريس الحديث والممارسة الجيولوجيا في الصين.

## البنية التحتية للصين معلومات في الجيولوجيا
هيئة المسح الجيولوجي الصين (كلية الدراسات العليا) التي شيدت الجيولوجية البنية التحتية للمعلومات الاستطلاع لتلبية احتياجات التعاون والتنسيق الدوليين، ونشر المعرفة الجيولوجية العامة والمعلومات، وتعزيز التنمية المستدامة للاقتصاد الوطني والمجتمع.  الخط الرئيسي للمعلومات  المسح الجيولوجي هو المعلوماتية الداخلي كله المسح الجيولوجي بما في ذلك تطبيق المشروع، وتصميم وتنفيذ ومعالجة البيانات وتوفير المعلومات الجيولوجية للجمهور. بناء توحيد المعلومات، والشبكة الأساسية والتطور التكنولوجي ونظام إدارة المشاريع يشكلون الدعم التكنولوجي. بناء قاعدة بيانات الجيولوجية الأساسية الوطنية هو دعم البيانات.

## المتنزهات الجيولوجية
الصين لديها 44 حديقة جيولوجية وطنية تمكن منذ عام 1999 من قبل وزارة الصينية للأراضي والموارد بالتعاون مع منظمة اليونسكو لايجاد وسيلة لحماية المواقع الجيولوجية ذات أهمية، مع تشجيع كل من السياحة والبحث العلمي. تشانغجياجيه حجر رملي خشن الذروة الغابات، مجموعة الصين الحفاظ على أفضل من البراكين والخصائص الجيولوجية في مقاطعة هونان، وأصبح في عام 2001 من بين أول حديقة جيولوجية المعينة على الصعيد الوطني. في فبراير 2004، أعلنت اليونسكو الشبكة العالمية لالجيولوجي متنزهات وكذلك أول مؤتمر حديقة جيولوجية لسيعقد في بكين خلال الفترة من 27-29 يونيو 2004. ومن بين 28 الأصلي حدائق الجيولوجية العالمي لليونسكو، ثمانية منها في الصين. يوجد حاليا 26 حدائق الجيولوجية العالمية في الصين،  بما في ذلك ما يلي:
- شيلين الجيولوجية في مقاطعة يونان الصينية، ويضم اراض ذروة الغابات كربونات، الذي يجلب تشكيل المناظر الطبيعية المختلفة الكارستية، مثل أسنان الحجر، أخاديد متآكلة ومداخل المتآكلة.
- هوانغشان الجيولوجية في مقاطعة انهوى، تشتهر بجبالها الكبرى وشديدة الانحدار، مع 72 قمم أكثر من 1,000 مترا. في الحدائق الجيولوجية الخلابة مع أشجار الصنوبر الخضراء ومستقيمة والصخور خشنة من الأشكال بشع، واسعة، وفرض سحابة البحر، فضلا عن العديد من الينابيع المتدفقة الدافئة.
- وتشمل الطراز العالمي الحدائق الجيولوجية الصينية الأخرى لوشان الجيولوجية في مقاطعة جيانغشى،.